# Bruce Lee
Bruce Lee (Chinatown (San Francisco), 27 november 1940 – Hongkong, 20 juli 1973) (jiaxiang: Guangdong, Foshan, Shunde, Jun'an) was een Chinees-Amerikaans vechtkunstenaar, acteur, regisseur, vechtkunstchoreograaf, kungfuleraar en een belezen liefhebber van filosofie. Hij wordt algemeen beschouwd als de grootste oosterse vechtkunst-acteur van de 20e eeuw. Voor veel mensen was hij een inspiratiebron en een cultureel popicoon. Hij heeft in Amerikaanse en Hongkongse films en series gespeeld. Oorspronkelijk studeerde Bruce Lee de Wing chun stijl van kungfu onder leraar Yip Man, maar hij bedacht later ook een eigen vechtkunst, genaamd jeet kune do, die bestond uit een combinatie van verschillende vechtstijlen.

## Eerste jaren

### Geboorte en familie
Bruce Lee werd geboren op 27 november 1940 in het jaar van de draak (volgens de Chinese astrologie), tussen 6 en 8 uur 's ochtends, het uur van de draak. Bruce Lee werd geboren in een ziekenhuis in het Amerikaanse San Francisco. Dit ziekenhuis stond in het Chinatown gedeelte van San Francisco. De ouders van Bruce Lee waren opera-acteurs, die tijdens zijn geboorte op tournee waren in de Verenigde Staten en daar verschillende Kantonese opera-voorstellingen gaven, die voornamelijk bijgewoond werden door de Chinese gemeenschap in de Verenigde Staten. Zijn ouders noemden hem Lee Yun Fan. Echter, in zijn Amerikaanse geboorteakte had de verpleegster zijn naam als "Bruce Lee" genoteerd. Na drie maanden keerden zijn ouders met hem terug naar Hongkong, waar Lee zijn jeugd zou doorbrengen. Zijn moeder was bijgelovig en om Lee te beschermen tegen de invloed van Chinese demonen, gaf ze hem de meisjesnaam "Sai Fon" ("kleine feniks"). Zijn familie had al eerder een zoon verloren en ze gaven daarom aan hun pasgeboren zonen meisjesnamen, om zo de demonen in verwarring te brengen, zodat die niet de ziel van hun zoon konden stelen.
De vader van Bruce Lee heette Hoi Chuen en was in Hongkong bekend als zowel film- als opera-acteur. Zijn moeder Grace Ho was de geadopteerde dochter van Ho Kom Tong, die tot een van de rijkste clans van Hongkong behoorde. Zijn moeder had een half Europees half Chinees uiterlijk, maar het is niet precies bekend wie de biologische ouders van Bruce Lee's moeder waren. Bruce Lee was de op een na jongste van vijf kinderen. Bruce Lee had twee zussen en twee broers: Phoebe, Agnes, oudere broer Peter en jongere broer Robert. Zijn broer Peter Lee werd kampioen schermen. Via zijn broer Peter maakte hij kennis met het schermen, die hem de basis hiervan leerde. Zijn jongere broer Robert werd muzikant. Lee's eerste kennismaking met kungfu kwam via zijn vader, die hem op nog jeugdige leeftijd de grondbeginselen van het Wu-stijl tai chi chuan bijbracht.

### Tienerjaren
Vanwege de connecties van zijn vader met de filmwereld van Hongkong, kreeg Lee als kind al de gelegenheid om in enkele Chinese films te verschijnen. De eerste film waar Bruce Lee in verscheen was Golden Gate Girl van 1941. Hij was toen nog maar een baby. Naarmate hij opgroeide zou hij in meerdere films spelen. Als negenjarige speelde hij in 1950 samen met zijn vader in de film Kid Cheung, dat gebaseerd was op een stripfiguur. Het was zijn eerste hoofdrol. Op 18-jarige leeftijd had hij al in een twintigtal Chinese films gespeeld. Geen daarvan was een martialartsfilm.
Na het volgen van de Tak Sun School, ging Lee op 12-jarige leeftijd naar de prestigieuze katholieke La Salle College, waar de voertaal tijdens de lessen Engels was. De stad Hongkong, waar Lee opgroeide, was destijds een kolonie van het Verenigd Koninkrijk. Hongkong was een heel drukke stad en werd regelmatig geteisterd door straatbendes. Om zich hiertegen te weren vormde Lee met zijn vrienden een eigen straatbende. Ze noemden zichzelf The Tigers of Junction Street. Op een dag in 1953 ging het goed mis. Hij werd door een andere straatbende in elkaar geslagen. Hierna besloot Lee kungfulessen te nemen.

Leraar Yip Man en Bruce Lee beoefenen Wing Chun kungfu, 1958

Zijn vriend William Cheung stelde hem op 15-jarige leeftijd voor aan zijn meester Yip Man, die de wing chun-stijl van het kungfu onderwees. Yip Man weigerde eerst hem als leerling aan te nemen, wegens de lang bestaande regel om Chinese vechtkunsten niet aan buitenlanders te onderwijzen. Van moederskant was Lee namelijk kwart Europees. William Cheung wist Yip Man echter over te halen en aldus ging Lee trainen onder begeleiding van Yip Man. Yip Man probeerde zijn studenten ervan te weerhouden te vechten in de straatbendes van Hong Kong door hen aan te moedigen mee te vechten in georganiseerde competities. Bruce Lee werd een fanatiek beoefenaar, die al snel vorderingen maakte en beter werd dan de meeste seniorleerlingen. Toen de medeleerlingen van Lee van diens gemengde afkomst af kwamen te weten, weigerden de meesten daarna om nog met hem samen te trainen. Yip Man gaf daarna privéles aan hem en William Cheung. Van 1954 tot 1958 trainde hij eerst onder meester Yip Man. Daarna zette hij zijn training voort onder Yip Mans senior-student Wong Shun-leung. Hij trainde anderhalf jaar met Wong Shun-leung. Zijn lessen waren zeer realistisch, daar Wong Shun-leung veel ervaring had met echte gevechten en buiten Wing Chun ook getraind had in het boksen. Lee had ook contact met leerlingen van andere kungfuscholen en wisselde vaak vechttechnieken met hen uit.
In 1956 werd hij wegens slechte schoolprestaties en mogelijk slecht gedrag overgeplaatst naar St. Francis Xavier's College, waar hij zou worden begeleid door broeder Edward, een leraar en coach van het boksteam van de school. Hier maakte hij kennis met het westers boksen en hij begon hierin te trainen. In 1957 werd hij kampioen van de Hongkong amateur-bokskampioenschappen. Lee hield ook veel van dansen en hij was een zeer getalenteerd chachacha-danser. Bij een in 1958 gehouden wedstrijd stijldansen in Hongkong werd hij kampioen chachacha-danser.
Gaandeweg raakte Lee steeds vaker betrokken bij straatgevechten, waaronder het in elkaar slaan van de zoon van een gevreesde Triadefamilie. In die tijd bestond er een traditie bij de Hongkongse kungfuscholen om gevechten te organiseren op de platte daken van Hongkong om zo elkaars kungfustijl met elkaar te kunnen meten. Eigenlijk waren deze gevechten illegaal, maar dat weerhield de kungfuscholen er niet van om ze te houden. In 1958 daagden de studenten van de Choy Li Fut-school, een rivaliserende kungfuschool, de Wing Chun-school van Lee uit om een gevecht op het dak. Lee nam toen ook deel aan die gevechten, waarbij Wong Shun-leung optrad als scheidsrechter. Bij een gevecht gaf een andere jongen hem een oneerlijke stoot. Als reactie daarop sloeg Lee hem zo erg, dat deze een tand verloor, wat leidde tot een klacht van de ouders van de jongen bij de politie. De moeder van Lee moest toen op het politiebureau komen om een document te ondertekenen, waarin stond dat ze de volledige verantwoordelijkheid zou nemen voor de acties van haar zoon. De politie waarschuwde zijn moeder, dat als zijn zoon niet stopte met de gevechten, ze hem in de gevangenis moesten gooien. Zijn moeder hield dit incident verborgen voor zijn vader, die niet op de hoogte was van het hele gebeuren. Om hem af te houden van de straatgevechten besloten zijn ouders, dat hij naar vrienden van de familie in de Verenigde Staten moest gaan om te studeren. Zijn zus Agnes en broer Peter waren hem met studiebeurzen al voorgegaan.

## Verenigde Staten

### Beginjaren in Amerika

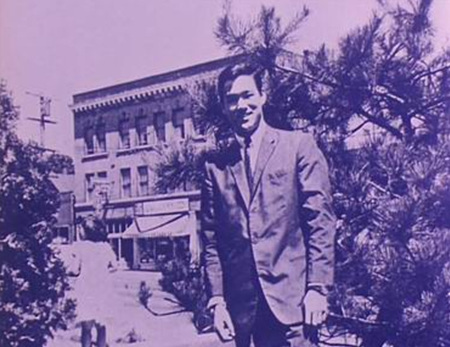
Bruce Lee in Amerika in 1959

In april 1959 vertrok Bruce Lee met slechts 100 dollar op zak van Hongkong naar de Verenigde Staten, waarbij zijn Amerikaanse geboorteakte hem toegang gaf tot het land. In de Verenigde Staten verbleef hij eerst bij zijn oudere zus Agnes Lee in San Francisco. Enkele maanden later vertrok hij naar Seattle om te werken bij een Chinees restaurant, waarvan eigenares Ruby Chow een kennis van de familie was. Lees oudere broer Peter, die in Minnesota studeerde, werkte soms ook in het restaurant. In Seattle ging Lee studeren aan de Edison Technical School, een middelbare school. Hier haalde hij een diploma, om vervolgens te studeren aan de Universiteit van Washington. Volgens Lees bewering studeerde hij aan deze universiteit in de filosofie, maar in de archieven van de universiteit staat zijn hoofdstudie vermeld als toneeldrama met ter aanvulling veel colleges over filosofie en psychologie. Inmiddels was hij al gestopt met het werken in het restaurant. Om in zijn onderhoud te voorzien, ging Lee in zijn vrije tijd lesgeven in kungfu, voornamelijk aan studenten van de universiteit. Aan de universiteit leerde hij zijn toekomstige vrouw Linda C. Emery kennen, die een van zijn leerlingen was in zijn kungfuschool.
Na het doorlopen van de universiteit stortte hij zich volledig op zijn kungfuschool en werd fulltime kungfuleraar. Na genoeg gespaard te hebben opende hij een eigen trainingscentrum in Seattle. Hij noemde zijn school Jun Fan Kung Fu, wat vrij vertaald Bruce Lees Kungfu betekent. Hij gaf daar voornamelijk les in een wat gemodificeerde versie van Wing Chun. Jessy Glover (judo beoefenaar) en Taky Kimura behoorden tot zijn eerste leerlingen. Zij werden later beiden de assistent-leraren van Lees school. In die tijd leerde Lee een Chinees, genaamd James Yimm Lee kennen, die twintig jaar ouder was dan hij en een welbekende kungfuleraar uit die buurt was. Hun vriendschap vorderde zover dat ze samen besloten een tweede school in Oakland te openen. Via James Yimm Lee kwam Lee in contact met Ed Parker, de grondlegger van het Amerikaanse Kenpo. Via Ed Parker leerde Lee Dan Inosanto kennen, die vervolgens zijn student werd. Andere bekende studenten van Lee waren Ted Wong en Robert Baker. Dan Inosanto en Ted Wong zouden na Lees dood zijn kungfuschool voortzetten. Robert Baker zou later de rol van Russische vechtkunstenaar spelen in Lees film Fist of Fury.

### Jeet kune do
Het feit dat hij ook westerse leerlingen had in zijn kungfuschool, wekte het misnoegen op van lokale Chinese kungfuleraren. Deze leraren vonden niet dat de geheimen van kungfu aan westerlingen doorgegeven mochten worden en daarom onderwezen zij alleen Aziatische mensen. De Chinese leraren stuurden vervolgens kungfubeoefenaar Wong Jack-man naar Lee. Wong Jack-man, die zich specialiseerde in Xing Yi Quan, Noord-Shaolin kungfu en Tai chi chuan, presenteerde aan Lee een ondertekende brief van de Chinese leraren met het verzoek te stoppen met lesgeven aan westerlingen. Toen Lee hiermee niet akkoord ging, daagde Wong hem uit tot een gevecht. Lee nam deze uitdaging aan. Afgesproken werd als Lee dit gevecht zou winnen, hij verder mocht gaan met lesgeven, zo niet dan moest hij zijn school sluiten. In 1964 vond dit gevecht plaats in de trainingsruimte van Lees school in Oakland en werd bijgewoond door de vrouw van Lee, James Yimm Lee, en door William Chen, die een leraar Tai chi chuan was. Lee werd de overwinnaar van dit gevecht.
Het gevecht met Wong Jack-man zette Lee daarna aan het denken. Zijn overwinning was namelijk zeer nipt geweest. Ook vond Lee dat het gevecht te lang geduurd had. Al snel kwam hij tot de conclusie dat zijn eigen gevechtsmethode onvoldoende voldeed aan de dagelijkse praktijk. De daarop volgende periode begon Lee te onderzoeken hoe hij zijn stijl kon aanpassen. Lee streefde ernaar een vloeiende en praktische vechtkunst ontwikkelen. Lee wilde in zijn vechtkunst de beoefenaar ervan de gelegenheid geven om zich vrijelijk te kunnen uitdrukken in de keuze van zijn geprefereerde vechttechnieken. Dit omdat iedereen weer anders in elkaar zit. Dit alles leidde tot de creatie van een nieuwe vechtstijl, die hij jeet kune do noemde, wat vrij vertaald "methode van de onderscheppende vuist" betekent. Deze naam bedacht hij vanuit een veel toegepast principe in het wing chun-kungfu, namelijk het onderscheppen van de aanval. Het uiteindelijk door Lee ontwikkelde jeet kune do bestond uit een combinatie van verschillende vechtstijlen, waar Lee tijdens zijn leven in aanraking mee gekomen was. In zijn vechtstijl introduceerde hij moderne trainingsmethoden vanuit het boksen zoals conditietraining, gewichtstraining en stootzak-training. Lee ontwierp zelfs speciale bokshandschoenen voor zijn vechtstijl. Hij was van mening, dat er in de vechtkunst voldoende aandacht moest worden besteed aan de lichamelijke fitheid van de vechtkunstbeoefenaar. In zijn vechtstijl nam hij definitief afstand van de traditionele Chinese kungfustijlen, die volgens hem te veel onpraktische technieken bevatten, welke hij aanduidde als klassieke rotzooi. Bruce Lee had een voorkeur voor simpele maar toch zeer effectieve vechttechnieken.

### Long Beach Nationals vechtsportgala

Bruce Lee voert de one-inch stoot uit op Joe Lewis bij het Long Beach vechtsportgala in augustus 1964.

Als kungfuleraar gaf hij samen met zijn studenten vaak demonstraties bij het Long Beach Nationals vechtsportgala. De vechtsportgala's, waarbij ook de karate-kampioenschappen plaatsvonden, werden georganiseerd door vechtkunstenaar Ed Parker en waren bedoeld ter promotie van vechtsporten in Amerika. Lee heeft hier twee demonstraties vaak gegeven: push-ups op twee vingers van één hand, en een stomp met een gestrekte arm van 1 inch afstand, de zogenoemde "one inch punch". Deze techniek komt uit het Wing Chun. Er bestaat slechts een filmopname van zijn demonstratie bij het vechtsportgala, welke gefilmd is met een 16mm-film camera. Deze filmopname is van augustus 1964 toen het Long Beach Nationals vechtsportgala voor het eerst gehouden werd. Het bestaan van dit beeldmateriaal werd pas veel later ontdekt door Don Warrener, die de eigenaar is van het bedrijf Rising Sun Productions.
Bij het vechtsportgala maakte hij kennis met andere vechtkunstenaars zoals Jhoon Rhee, Fumio Demura, Mike Stone en Joe Lewis. Hij raakte bevriend met hen en wisselde gevechtstechnieken met hen uit. Van taekwondo-expert Jhoon Rhee leerde Lee hoe hij zijn zijtrap kon perfectioneren. Met Fumio Demura had hij vele discussies over het gebruik van de nunchaku. Karatekampioen en kickbokser Joe Lewis zocht hem een keer op voor instructie en gedurende een jaar was Bruce Lee zijn privéleraar. Hierna werd Joe Lewis haast onoverwinnelijk bij zijn kickbokswedstrijden. Lee trainde ook samen met jiujitsu-expert Gene LeBell, die hij op de set van de televisieserie The Green Hornet tegenkwam.
In 1966 verhuisde Lee met zijn familie naar Los Angeles en opende daar in 1967 een derde kungfuschool samen met Dan Inosanto, die daar de assistent-leraar werd. Deze school werd vaak bezocht door beroemdheden zoals de acteurs Steve McQueen en James Coburn, scenarioschrijver Stirling Silliphant en de extreem lange basketballer Kareem Abdul-Jabbar.
Lee maakte voor het eerst kennis met Chuck Norris in 1968 bij de karate-kampioenschappen in het Madison Square Garden in New York. Tijdens hun gesprek bleek, dat ze dezelfde ambities deelden. Bij de weg terug naar hun hotel ontdekten ze, dat ze toevallig in hetzelfde hotel verbleven. In de gang van hun hotelkamers wisselden ze daarna vechttechnieken met elkaar uit gedurende de hele nacht tot aan de volgende ochtend. Daarna spraken ze af om in de toekomst vaker met elkaar te trainen. Dit leidde tot een jarenlange vriendschap tussen hun tweeën, waarbij Chuck Norris de vaste sparringpartner van Lee werd.

## Filmcarrière

### Verenigde Staten

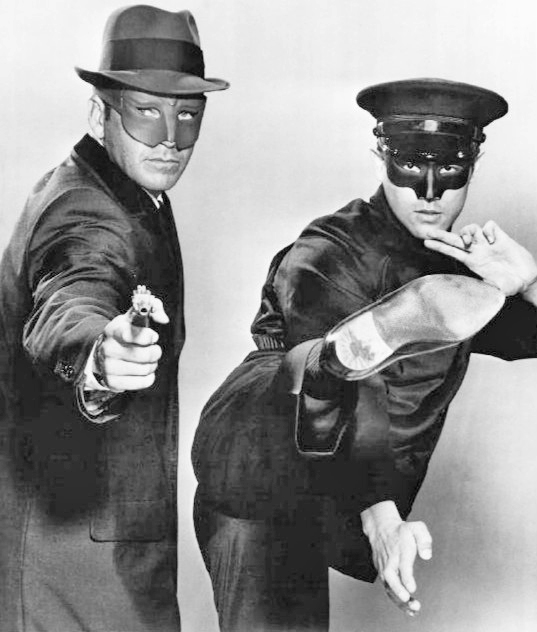
Van Williams als de Green Hornet en Bruce Lee als Kato in The Green Hornet, 1966

Door zijn demonstraties bij het Long Beach Nationals vechtsportgala kwam hij onder de aandacht van haarstilist Jay Sebring, die op de publiekstribune van het vechtsportgala zat. Jay Sebring bracht vervolgens Lee onder de aandacht van filmproducer William Dozier. Dozier bood Lee een rol aan in de televisieserie The Green Hornet. Lee speelde in deze serie het personage Kato, die het hulpje was van de Green Hornet gespeeld door acteur Van Williams. Tijdens het filmen van The Green Hornet moest Bruce Lee zijn vechttechnieken langzamer uitvoeren dan normaal, omdat anders de camera het niet goed op film kon opnemen. Deze televisieserie duurde slechts een seizoen (30 afleveringen) beginnend in het jaar 1966. Van de serie werd gezegd dat het een flop was, omdat iemand met een bijrol (Bruce Lee) populairder werd dan de hoofdrolspeler (Van Williams). Frappant hierbij is dat in Hongkong de serie werd uitgezonden onder naam The Kato Show.
Na deze serie speelde Lee nog enkele kleine rollen in andere tv-series. In 1969 was Lee als vechtkunstchoreograaf betrokken bij de film The Wrecking Crew, waar hij zijn vriend Chuck Norris vroeg om erin mee te spelen. In 1969 speelde Lee een bijrol in de film Marlowe, waarin hij een kungfuexpert speelt in dienst van een gangsterbaas. Dit was zijn eerste Amerikaanse film. In 1971 speelde Lee in een paar afleveringen van de serie Longstreet, waarin hij een kungfuleraar speelt, die zijn vechtkunst jeet kune do onderwijst aan het hoofdpersonage van de tv-serie.
In 1971 bedacht hij het idee voor een tv-serie genaamd The Warrior, waarin een Shaolinmonnik in de 19e eeuw vanuit China naar Amerika vlucht en daar verschillende avonturen beleeft. Lee stelde zijn idee voor aan filmmaatschappij Warner Brothers, waarbij hij kenbaar maakte de hoofdrol voor de serie te willen spelen. Warner Brothers was wel geïnteresseerd, maar ze vonden hem niet geschikt voor de hoofdrol met als argument dat zijn Aziatisch uiterlijk de westerse kijkers niet zou aanspreken en hierdoor de serie commercieel onsuccesvol zou worden. De serie werd uiteindelijk in 1972 door Warner Brothers uitgebracht onder de naam Kung Fu, waarin de hoofdrol ging naar acteur David Carradine, die geen enkele ervaring had met vechtkunsten en die voor de tv-serie speciaal een snelcursus shaolin kungfu kreeg voor zijn rol.
Bruce Lee liep zo een rol mis, maar liet zich echter niet kennen over de gehele gang van zaken met Warner Brothers. Omdat het niet gelukt was om in de Verenigde Staten een filmrol te bemachtigen, probeerde hij zijn geluk via de filmwereld van Hongkong te beproeven. Hij stopte met zijn kungfuschool en hij verhuisde met zijn vrouw en kinderen naar Hongkong om zich daar voor te bereiden voor een filmcarrière.

### Hongkong

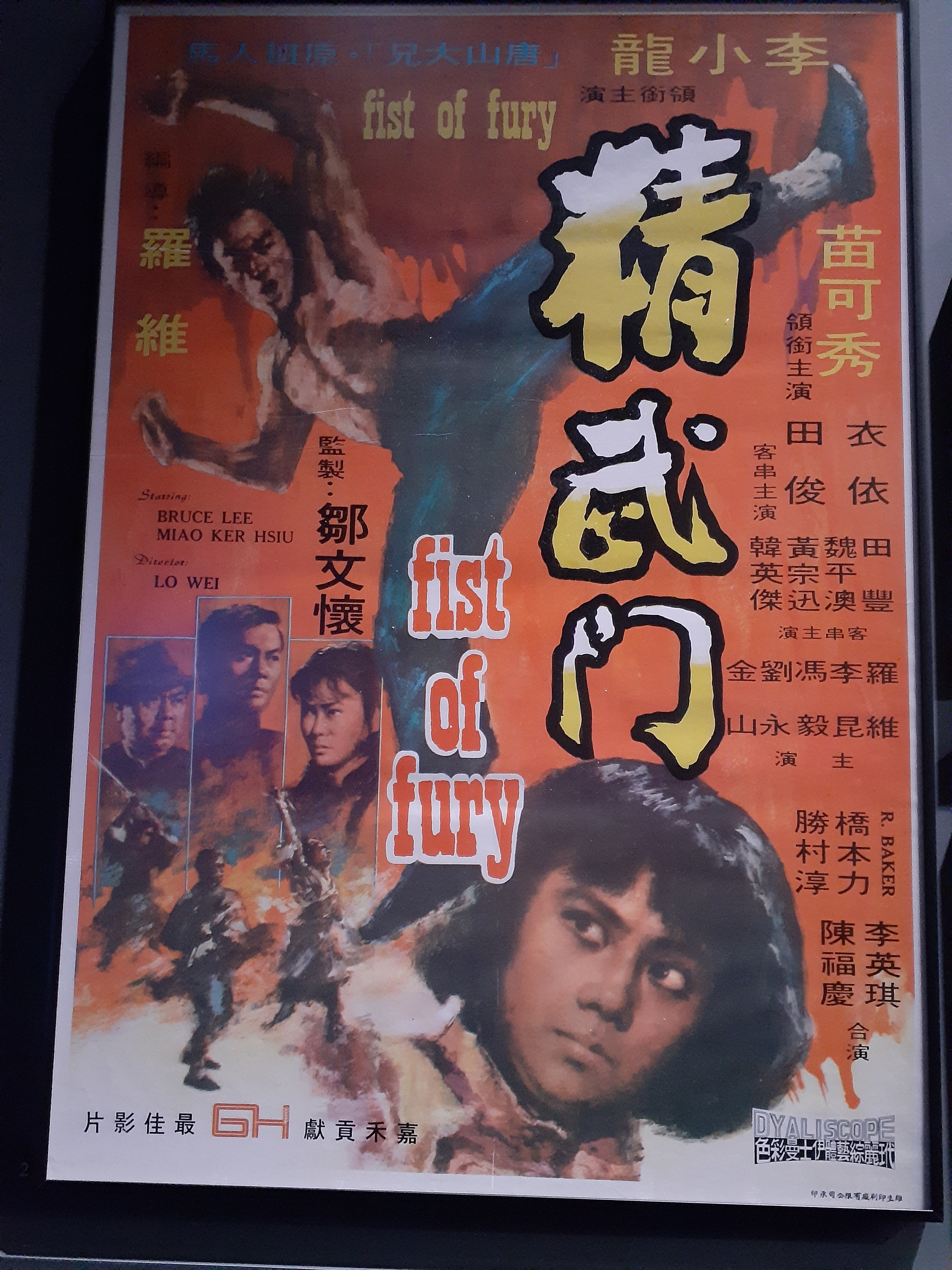
Poster van de film Fist of Fury

In Hongkong ontmoette hij filmproducer Raymond Chow, die zojuist de Golden Harvest filmmaatschappij opgericht had. Bij Golden Harvest begon Lee de films te maken die hem zijn uiteindelijke bekendheid zouden opleveren. Hij speelde achtereenvolgens in de films The Big Boss (1971), Fist of Fury (1972) en The Way of the Dragon (1972), die enorme hits werden in Hongkong en hem lanceerden tot een superster in Hongkong. In deze films speelt actrice Nora Miao een belangrijke rol. De films The Big Boss en Fist of Fury werden door Lo Wei geregisseerd.
Lee had vaak onenigheden met regisseur Lo Wei gehad op de filmset over hoe sommige vechtscènes opgenomen dienden te worden. Lee wilde meer realistische gevechten, maar Lo Wei wou ook onrealistische elementen toevoegen bij de vechtscènes. Om die reden besloot Lee voortaan zijn eigen films te regisseren. Samen met Raymond Chow richtte hij de Concord Production Company op. Zijn eerste zelf geregisseerde, geschreven en geproduceerde film is The Way of the Dragon. Deze film nam hij op in de stad Rome van Italië. Lee had Chuck Norris gevraagd om in deze film zijn tegenspeler te spelen. Het gevecht in de film dat hij met hem levert in het Colosseum van Rome, behoort nu tot een van de hoogtepunten van de kungfufilmgeschiedenis. Aan dit gevecht zijn door Lee elementen van zijn vechtkunst jeet kune do toegevoegd.
Lee was al sinds zijn jeugd vrienden geweest met Unicorn Chan en was even oud als hij. Unicorn Chan had met Lee ook in een aantal films meegespeeld. Begin 1973, toen Lee reeds ruime sterrenstatus genoot, besloot hij Unicorn Chan als een gunst te helpen bij het maken van de Hongkongse film Fist of Unicorn. Lee werkte mee als de vechtkunstchoreograaf voor de film. Vooraf had hij de producers van de film verzocht niet zijn naam te gebruiken om de film te promoten. Tot weerzin van Lee gebeurde dit toch en Lee was hier totaal niet onder de indruk van. Producers hadden filmmateriaal van zijn instructie op de filmset toegevoegd aan de film.
Na deze films begon Lee aan zijn volgende film Game of Death. Hij had Ji Han-jae, de grootmeester van het Hapkido, gevraagd mee te spelen aan de film. Ook zijn leerlingen Dan Inosanto en Kareem Abdul-Jabbar hadden rollen in de film. Hij had van deze film al enkele vechtscènes gefilmd, toen hij onverwachts een aanbod kreeg van Warner Brothers. Door het grote succes van zijn films was Warner Brothers in hem geïnteresseerd geraakt en zij vroegen hem om te spelen in de film Enter the Dragon (1973). Lee nam dit aanbod aan en stopte tijdelijk met het filmen van Game of Death om aan de nieuwe film te werken. Lee moest bij de film Enter the Dragon de hoofdrol delen met John Saxon en Jim Kelly, maar kreeg wel de leiding over de vechtkunstchoreografie. De film werd uiteindelijk gezamenlijk geproduceerd door Warner Brothers, Golden Harvest en Concord Production Company. De film werd een groots succes in de Verenigde Staten en bracht veel geld op. Lee zou dit echter niet meer meemaken, omdat hij zou sterven drie weken voor de première van de film. Door velen wordt de film Enter the Dragon gezien als de meest invloedrijke martialartsfilm. Vaak beschouwd als de film, die verantwoordelijk was voor de start van de kungfugekte in de jaren 70. In de jaren daarna werden er veel referenties en parodieën gemaakt van de film.
Wegens het grote commerciële succes van de film Enter the Dragon, besloot men de eerdere films van Lee, die alleen in Hongkong waren uitgebracht, ook uit te brengen in de Verenigde Staten. Dit waren de films The Big Boss, Fist of Fury en The Way of the Dragon, die eveneens grote successen werden in de Verenigde Staten. De films Fist of Fury en The Way of the Dragon brachten zelf meer op dan Enter the Dragon. De films van Lee werden ook in veel andere landen uitgebracht, waardoor Lee wereldwijd bekend werd.

## Overlijden en daarna

### Dood

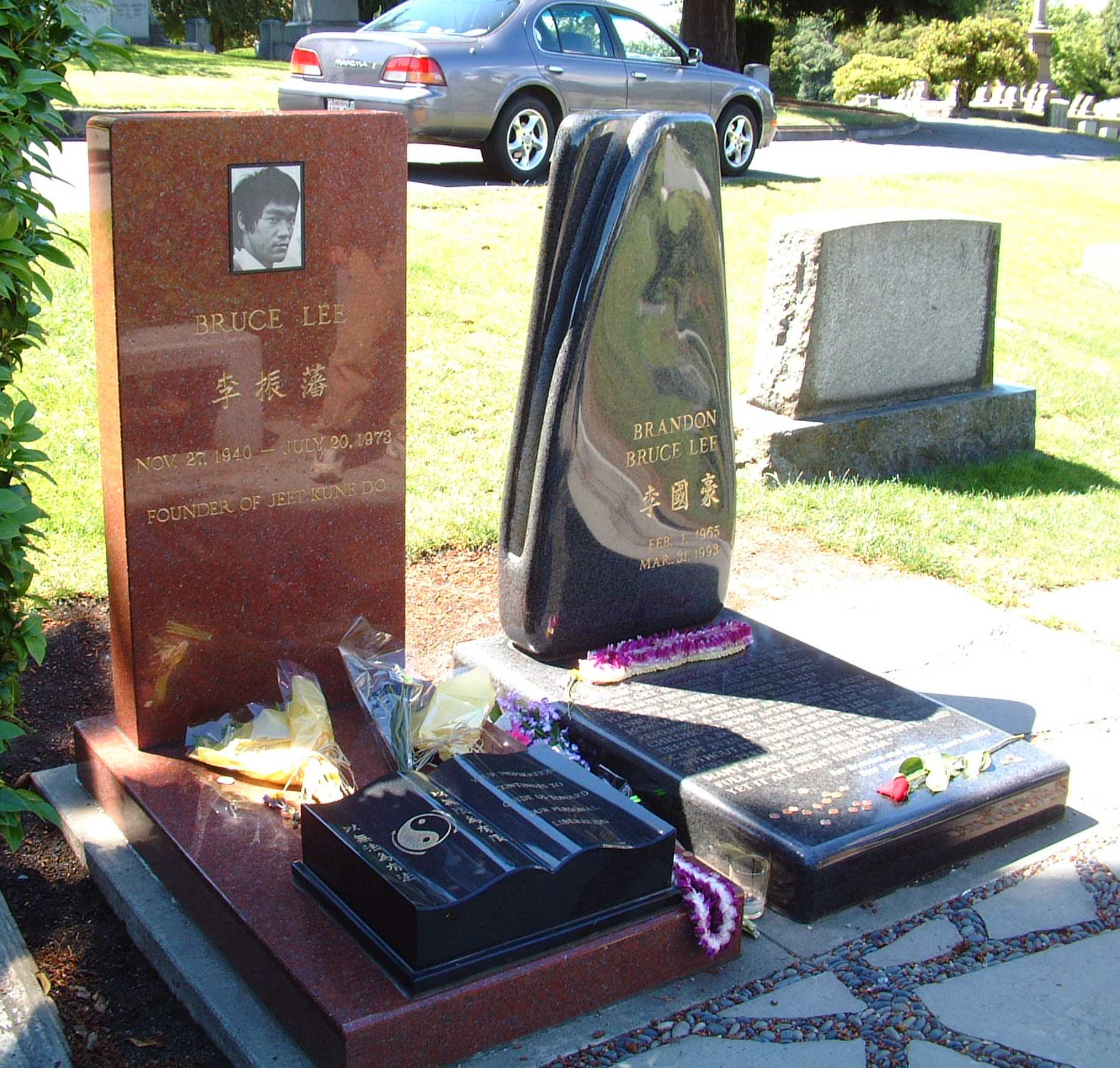
De graven van Lee en zoon Brandon

Op 10 mei 1973, tijdens het opnemen van het geluid voor de film Enter the Dragon, viel Lee plotseling neer. Hij werd in bewusteloze toestand overgebracht naar het Hong Kong Baptist-ziekenhuis. Daar constateerde zijn behandelend arts dat Lee last had van een zwelling in de hersenen en hij gaf hem hiervoor medicatie. Ook werd er een kleine hoeveelheid van de drug cannabis uit zijn maag verwijderd. De volgende dag toen Lee bijgekomen was in het ziekenhuis, vroeg zijn dokter of hij drugs gebruikte. Lee bevestigde dat hij soms op cannabis uit Nepal kauwde en dat hij op de dag dat hij flauwviel op cannabis gekauwd had. Zijn dokter gaf hem een waarschuwing hiermee te stoppen.
Later, nadat de verfilming van Enter the Dragon voltooid was, wilde Lee weer verdergaan met de opnames voor zijn volgende film Game of Death. Op 20 juli 1973 zou hij met filmproducer Raymond Chow in Hongkong een ontmoeting hebben met enkele medeacteurs voor deze film. Eerst een ontmoeting in het huis van actrice Betty Ting Pei en later op de dag een diner met acteur George Lazenby. Tijdens zijn bezoek aan Pei kreeg Lee last van hoofdpijn. Hij kreeg hiertegen een pijnstiller aangeboden door Pei. Na het nemen van de pil, ging hij even liggen om wat uit te rusten. Chow vertrok eerder om in een restaurant het diner met Lazenby te regelen. Toen Chow samen met Lazenby bij het restaurant zat te wachten en Lee maar niet kwam opdagen, besloot hij Pei te bellen. Van Pei kreeg hij te horen dat ze Lee niet wakker kon maken. Daarop haastte Chow zich naar Peis huis. Het lukte Chow ook niet om Lee wakker te krijgen. Er werd een dokter bij geroepen. Lee bleek in een coma te zijn. De dokter adviseerde om Lee met een ambulance over te brengen naar het Queen Elizabeth Hospital te Hongkong. Aangekomen bij het ziekenhuis bleek Bruce Lee reeds te zijn overleden.
De oorzaak van zijn dood is nog steeds omstreden. De officiële verklaring beschrijft het als een allergische reactie (anafylaxie) op pijnstillers – hersenoedeem – ofwel het onder druk komen te staan van de hersenen door vochtophoping eromheen. Bij de autopsie van zijn lichaam werd de drug cannabis gevonden in zijn maag, waarna zijn vrouw Linda toegaf, dat Bruce Lee af en toe cannabis gebruikte. Doktoren stelden echter dat de hoeveelheid gevonden cannabis niet van invloed was op Bruce Lees dood. Een meer waarschijnlijke oorzaak van het dodelijke hersenoedeem is een warmtesteek. Lee had enkele maanden eerder de zweetklieren in zijn oksels chirurgisch laten verwijderen.
Na zijn dood werd er eerst een symbolische begrafenisceremonie gehouden in Hongkong op 25 juli 1973, waar zijn lichaam tentoongesteld werd. Naast zijn familie en vrienden was hier ook de cast aanwezig van  Enter the Dragon, die vlak na zijn dood in première zou gaan. Zo'n 30.000 fans bezochten ook deze begrafenisceremonie. Daarna werd zijn lichaam overgevlogen naar Seattle en op 30 juli 1973 werd er een kleine ceremonie gehouden in Lakeview Cemetery. James Coburn, Steve McQueen, Dan Inosanto, Taky Kimura, Peter Chin en broer Robert Lee dienden als lijkkistdragers bij de begrafenis. Naast vrouw en kinderen van Lee waren bij de begrafenis ook aanwezig: Chuck Norris, Jhoon Rhee, George Lazenby en Jim Kelly. Nadat James Coburn een korte toespraak had gehouden, werd Bruce Lee begraven.

### Vloek
De film- en vechtkunstwereld reageerde met schok en ongeloof op de plotse dood van Lee. Een stroom van verschillende geruchten kwam opgang over de doodsoorzaak. Zo werd gedacht dat er een vloek op de familie van Lee zou rusten, omdat zowel Lee als later zijn zoon Brandon waren omgekomen onder bizarre omstandigheden. Volgens sommigen was de vloek het werk van boze geesten of demonen. Anderen dachten dat de Chinese onderwereld, genaamd de Triaden, hem vergiftigd had, omdat hij geweigerd had om onder hun invloed te staan. Anderen meenden dat Lees dood veroorzaakt was door overtraining. Weer anderen zagen Bruce Lees drugsgebruik als de oorzaak. De beruchtste verklaring kwam van Mike Stone. In een artikel van 1985 in Black Belt Magazines beweerde hij, dat Lee slachtoffer was geworden van een vertraagde reactie op een Dim Mak aanval, die hij een paar weken eerder door iemand toegediend gekregen had. Naar aanleiding van de geruchten gaf Lees vrouw een officiële persverklaring uit, waarin ze iedereen verzocht te stoppen met het speculeren over haar mans dood.

### Bruceploitation

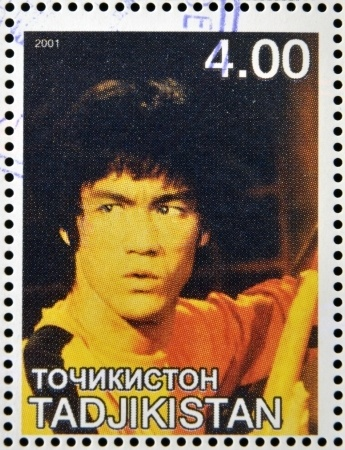
Bruce Lee op een postzegel uit Tadzjikistan

Met de dood van Lee verloren Hongkongse filmmaatschappijen ook hun grootste ster. Daarom gingen filmproducers op zoek naar een vervanger en begonnen acteurs in te huren die een gelijkenis met Lee vertoonden en lieten hen spelen in vele low budget films. Deze acteurs gebruikten artiestennamen zoals Bruce Li, Bruce Le, Dragon Lee en meer. Deze gebeurtenis wordt de Bruceploitation genoemd. Sommige van die films waren sequels op de bestaande films van Lee, anderen vertelden verhalen uit zijn leven en weer anderen vertelden slechts gekke verhalen over hem. Ook Jackie Chan werd een keer gecast in zo'n film, genaamd New Fist of Fury. Sammo Hung, die in de film Enter the Dragon mee had gespeeld, maakte in 1978 de film Enter the Fat Dragon als parodie over het filmgenre Bruceploitation.
De film Game of Death van 1978 kan men ook tot Bruceploitation rekenen. Robert Clouse, de regisseur van Enter the Dragon, besloot na de dood van Lee om de niet afgemaakte film Game of Death te voltooien. Hiervan waren al 100 minuten aan scènes gefilmd. Regisseur Robert Clouse gebruikte hier slechts 15 minuten film van en met behulp van acteur Kim Tai Chung, die op Bruce Lee leek, werden de rest van de scènes gefilmd. Het oorspronkelijke scenario werd hiertoe volledig herschreven. Na het uitbrengen van de film, konden vele fans van Lee de film niet waarderen. Zij beschouwden de film als een lachwekkende en commerciële uitbuiting op de nalatenschap van Lee. Later in het jaar 2000, werd in de documentaire Bruce Lee: A Warrior's Journey een reconstructie gemaakt over hoe Lee de film Game of Death oorspronkelijk bedoeld had. In de documentaire werden de volledige scènes van de film getoond, welke nooit eerder vertoond waren aan het publiek.

### Nalatenschap

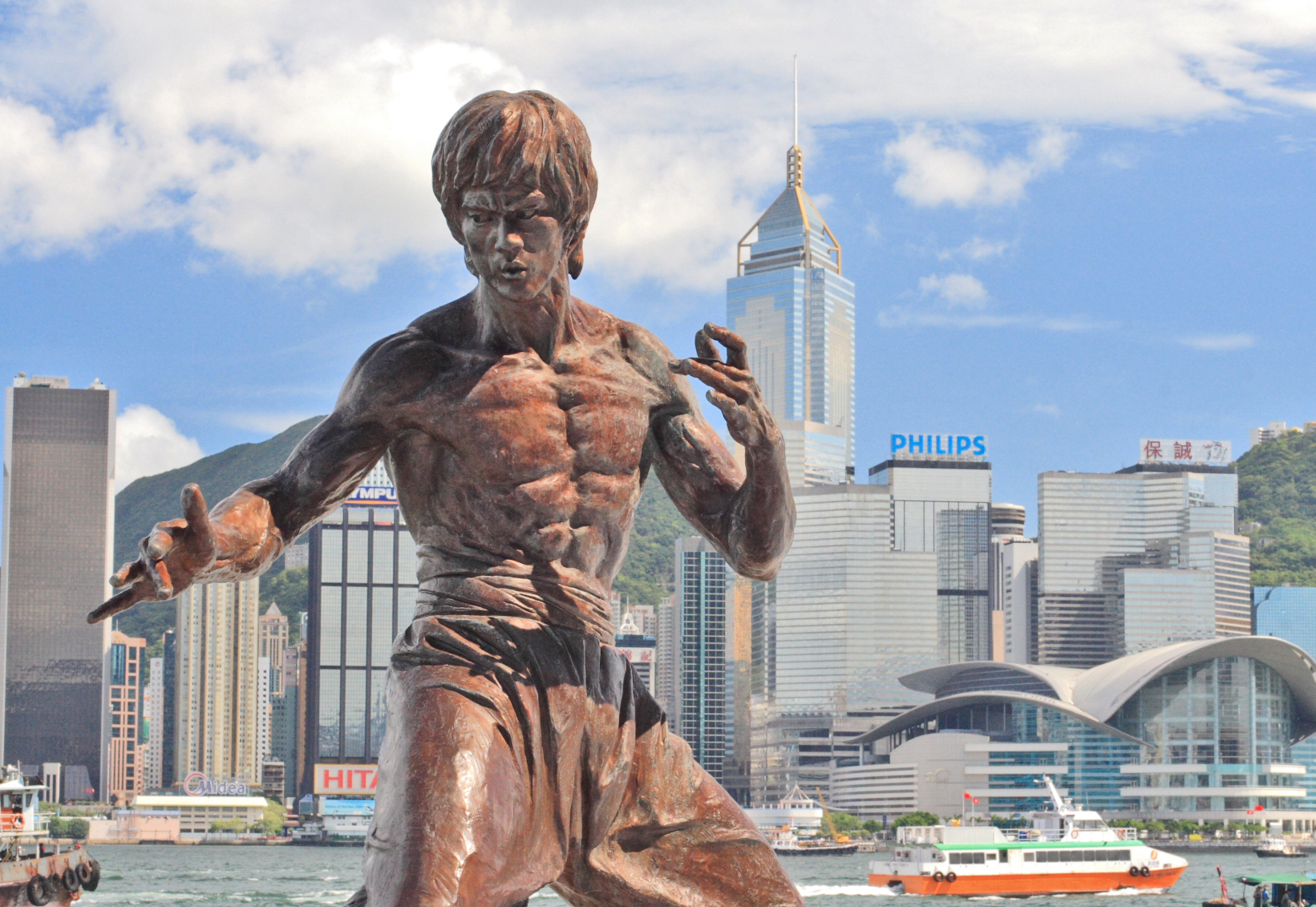
Standbeeld van Bruce Lee aan de Avenue of Stars in Hongkong

Hoewel Lee slechts 32 jaar oud werd en in zijn leven slechts in een handjevol films speelde, is zijn invloed wereldwijd onweerlegbaar. Zijn toewijding aan de vechtsporten, zijn fysieke en mentale kracht en zijn energieke uitstraling droegen bij aan zijn roem. Hij werd in heel veel landen over de wereld bekend. Zodoende, groeide hij na zijn dood uit tot een internationaal popicoon. In de steden Hongkong, Seattle en Mostar (Bosnië en Herzegovina) werden er standbeelden voor hem opgericht.
Lee is de man die oosterse vechtsport in de westerse wereld in de schijnwerpers wist te krijgen. Hij wordt ook gecrediteerd voor het helpen veranderen van de manier waarop Aziaten werden gepresenteerd in Amerikaanse films. Hij was grotendeels verantwoordelijk voor het lanceren van de "kungfu-rage" van de jaren zeventig. Hij introduceerde in eerste instantie kungfu in het Westen met Amerikaanse televisieprogramma's zoals The Green Hornet en Kung Fu, voordat de "kungfu-rage" begon met de dominantie van Hong Kong-martialartsfilms in 1973. Het succes van Lee inspireerde vervolgens een golf van westerse martialartsfilms en televisieshows in de jaren 70 en 90.
Ook nu is Lee nog steeds zeer populair en een idool voor velen. Ook in de vechtkunstwereld is zijn invloed merkbaar en voor velen is hij een inspiratiebron. De vechtkunst jeet kune do, die hij ontwikkeld heeft, wordt nog steeds beoefend. Het concept van het mengen van verschillende vechtkunsten werd in het Westen gepopulariseerd door Bruce Lee via zijn hybride vechtkunst jeet kune do, ondanks dat Lee zelf niet direct betrokken was bij de later ontwikkelde vechtsport mixed martial arts (MMA). Lee geloofde dat "de beste vechter geen bokser, karate- of judoman is, maar dat de beste vechter iemand is die zich aan elke stijl kan aanpassen, vormloos kan zijn, de eigen stijl van een individu kan aannemen en het systeem van stijlen niet volgt." In 2004 noemde Dana White, de oprichter van Ultimate Fighting Championship (UFC), Lee de "vader van de mixed martial arts". Talloze UFC-vechters hebben Lee als hun inspiratiebron aangehaald, waarbij ze naar hem verwijzen als een "peetvader" of "grootvader" van MMA.
Nog tijdens zijn leven was Lee bezig geweest met het schrijven van een boek over zijn vechtstijl jeet kune do. Hij begon hieraan, nadat hij in 1970 tijdens het gewichtheffen een blessure opliep aan zijn rug. De blessure was zo ernstig dat hij zes maanden lang op bed moest liggen om te herstellen. Om zijn tijd nuttig te besteden ging hij veel lezen en werkte hij aan het schrijven van zijn boek. Vanwege zijn voortijdig overlijden kon hij dit boek niet publiceren. Na zijn dood gaf zijn vrouw Linda het geschreven materiaal voor het boek aan Gilbert L. Johnson, die het zodanig bewerkte dat het gepubliceerd kon worden. In 1975 werd dit boek uitgebracht onder de naam Tao of Jeet Kune Do. In dit boek behandelt Lee zijn visie op de gevechtskunst. Dit boek bevat naast een praktische handleiding voor het gevecht ook veel filosofie.
In 1977 kwam de boekenserie Bruce Lee's Fighting Method uit. Lee had dit boek oorspronkelijk geschreven in 1966, maar besloot het niet te publiceren, omdat hij vreesde dat vechtkunstleraren de vechtkennis in deze tekst zouden kunnen gebruiken om zichzelf alleen maar te promoten. Desondanks, besloot zijn vrouw na zijn dood ook dit werk te publiceren, zodat haar mans kennis over vechtkunsten niet verloren dreigde te gaan. De boekenserie werd gepubliceerd met de hulp van Mitoshi Uyehara. Uyehara was de oprichter en eigenaar van het tijdschrift Black Belt Magazine, welke over vechtkunsten handelde. Lee had tijdens zijn leven veel artikelen bijgedragen aan dit tijdschrift en zodoende ontstond er een vriendschap tussen hem en Uyehara. In 2008 werden de boeken van de boekenserie samengevoegd met enkele toevoegingen van Ted Wong en als een enkel boek uitgegeven. Er zijn later diverse boeken over Bruce Lee en jeet kune do geschreven.

## Privéleven

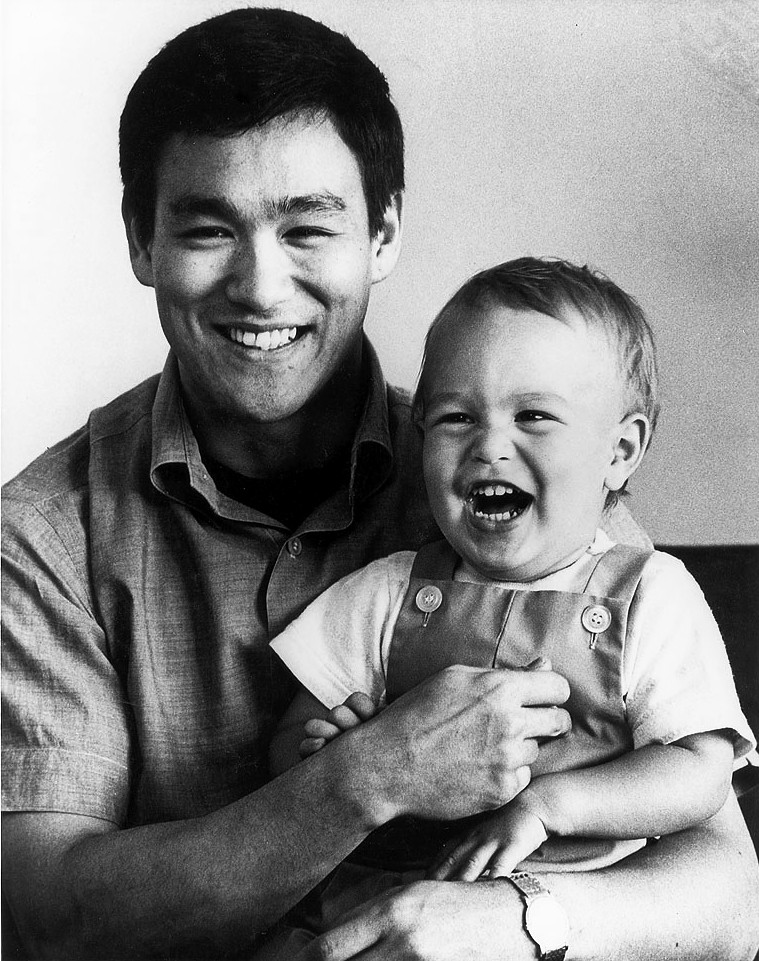
Bruce Lee en zoon Brandon in circa 1966

Lee leerde zijn toekomstige vrouw, de Amerikaanse Linda C. Emery, kennen, doordat zij een van zijn kungfustudenten was. Ze begonnen een relatie, waarna ze besloten te trouwen op 17 augustus 1964 in Seattle. Op 1 februari 1965 werd hun zoon Brandon Lee geboren en op 19 april 1969 werd dochter Shannon Lee geboren. Met zijn gezin woonde Lee achtereenvolgens in Seattle, Oakland en Los Angeles. Daarna verhuisde de familie naar Hongkong, vanwege de filmcarrière van Lee in Hongkong. Lee was eerder al gestopt met het lesgeven in zijn kungfuschool, om zo tijd vrij te maken om zich te kunnen voorbereiden voor zijn filmcarrière. Zodra zijn zoon Brandon kon lopen, begon Lee hem te onderwijzen in oosterse vechtkunsten. Brandon werd later ook filmacteur en speelde in meerdere actiefilms, maar kwam op 28-jarige leeftijd om het leven bij de opnames van de film The Crow (1993). Hij werd per ongeluk dodelijk getroffen door een kogel. Het jong overlijden van Brandon bracht de geruchten over het bestaan van een vloek op de familie weer tot leven. Dochter Shannon heeft later ook in een aantal films gespeeld.
Na Bruce Lees dood was zijn vrouw actief in het promoten van zijn vechtkunst jeet kune do. In 2001 stopte ze hiermee, waarna dochter Shannon het overnam. In 2002 richtte Shannon samen met haar echtgenoot de Bruce Lee Foundation op, welke een non-profitorganisatie is toegewijd aan het onderwijzen van Bruce Lee's filosofie over vechtkunst. In de loop der jaren bracht Shannon enkele televisieseries en documentaires over haar vader uit. In 1998 trad ze op als verteller bij de documentaire "The Path of the Dragon". In 2008 bracht ze als uitvoerend producent de televisieserie "The Legend of Bruce Lee" uit, die gebaseerd is op haar vaders leven. In 2009 was ze uitvoerend producent van de documentaire "How Bruce Lee Changed the World".

## Trivia
- Bruce Lee werd vanaf zijn achttiende jaar bijziend en moest een bril dragen. Later gebruikte hij contactlenzen.
- Door een genetisch defect binnen zijn familie, was Bruce Lees linkerbeen ongeveer 2 cm korter dan zijn rechterbeen. Lee wist hier echter voordeel uit te halen: zo had hij meer bereik bij het trappen met zijn rechterbeen.
- Bruce had thuis een uitgebreide bibliotheek met meer dan 2000 boeken. Zijn meeste boeken gingen over vechtkunsten, filosofie en psychologie. Bruce las constant en was altijd op zoek naar nieuwe kennis.
- In de tijd dat filmacteurs als Jackie Chan, Sammo Hung, Yuen Biao, Yuen Wah, Lam Ching Ying en Corey Yuen nog niet bekend waren bij het grote publiek, speelden ze als stuntmannen vaak mee in de martialartsfilms van Lee. Yuen Wah fungeerde een aantal keren als de stand-in voor Lee.
- Vanwege zijn reputatie werd Lee vaak uitgedaagd tot gevechten. Vaak maar niet altijd ging Lee daarop in. Zo werd hij op de filmset van The Big Boss uitgedaagd door een thaibokser. Op de filmset van Enter the Dragon werd hij uitgedaagd door een filmfigurant, die meende dat hij niet meer dan een acteur was en geen echte vechtkunstenaar. Lee verloor geen enkele van deze uitdagingen.
- Samen met James Coburn en Stirling Silliphant bedacht Lee het verhaal voor een film getiteld The Silent Flute. De verfilming van deze film ging uiteindelijk niet door, omdat men geen geschikte filmlocatie kon vinden. Later in 1978 kwam de film Circle of Iron uit, die deels gebaseerd is op het verhaal van The Silent Flute. Deze film werd geregisseerd door Richard Moore.
- Lee zou de hoofdrol spelen in de – in Amsterdam op te nemen – film Chinese Kung Fu against Godfather. Na zijn vroegtijdige dood is dit echter niet doorgegaan.
- Het Pokémonfiguurtje Hitmonlee is vernoemd naar Bruce Lee.
- Er zijn ook enkele videogamepersonages op Lee gebaseerd, zoals Marshall Law en zijn zoon Forest Law uit de Tekken-spellen, Maxi uit Soulcalibur, Fei Long uit Street Fighter, Liu Kang uit Mortal Kombat en Jann Lee uit de Dead or Alive-games.
- In 1993 kwam de film Dragon: The Bruce Lee Story uit met in de hoofdrol Jason Scott Lee. Deze film beschrijft het leven van Lee, maar wijkt op een flink aantal punten af van zijn echte leven.

## Citaten
Bruce Lee was een belezen persoon, die graag markante uitspraken verzamelde en ook zelf formuleerde. Niet alle aan hem toegeschreven citaten zijn oorspronkelijk van hemzelf afkomstig.
Vele van de aan hem toegeschreven uitspraken en aforismen m.b.t. vechtkunst en het leven hebben een filosofisch karakter en manen tot bescheidenheid en vredelievendheid.
- "Using No Way As Way, Having no Limitation As Limitation."so
- "The Highest Form Is No form. The Highest Art Is No Art."
- "Don't think; feel. It's like a finger pointing away to the moon. Don't concentrate on the finger, or you will miss all the heavenly glory." (In Enter The Dragon.)
- "Empty your mind. Be formless, shapeless like water. Now, you put water into a cup, it becomes a cup; put it into a teapot, it becomes a teapot. Now, water can flow, or crash. Be water my friend." (In de serie Long Street; hij herhaalde dit in zijn laatste interview.)
- "If people say Jeet Kune Do is different from 'this' or from 'that', then let the name of Jeet Kune Do be wiped out, for that is what it is, just a name. Please don't fuss over it." (Lees het laatste citaat in zijn boek Tao of Jeet Kune Do.)
- "Do not pray for an easy life, pray for the strength to endure a difficult one."
- "I fear not the man who has practiced 10,000 kicks once, but I fear the man who has practiced one kick 10,000 times."

## Filmografie
- Golden Gate Girl (1940) – als baby van drie maanden
- The Beginning of a Boy (1946)
- The Birth of Mankind (1946)
- My Son, Ah Cheun (1946)
- The Orphan (1958) - bijrol zonder vechten
- Marlowe (1969) – bijrol
- The Big Boss, uitgegeven in de VS als Fists of Fury (1971)
- Fist of Fury, uitgegeven in de VS als The Chinese Connection (1972)
- The Way of the Dragon, uitgegeven in de VS als The Return of the Dragon (1972) (ook regie)
- Enter the Dragon (1973), postuum release
- Game of Death (1978), postuum release (co-regie, onvermeld)

## Televisieverschijningen
- The Green Hornet (26 afleveringen, 1966–1967) – als Kato
- Batman (afleveringen: "Spell of Tut", 26 september 1966, "A Piece of the Action", 1 maart 1967, "Batman's Satisfaction", 2 maart 1967) – als Kato
- Ironside (aflevering: "Tagged for Murder" 26 oktober 1967) – als Leon Soo
- Blondie (aflevering: "Pick on Someone Your Own Size", 1968)
- Here Come the Brides (aflevering: "Marriage Chinese Style" 9 april 1969) – als Lin
- Longstreet (4 afleveringen, 1971) – als Li Tsung
- The Pierre Berton Show (1971) – als zichzelf

## Documentaires
- Be Water (2020)
- Birth of the Dragon (2017)
- I Am Bruce Lee (2011)
- The Legend of Bruce Lee (2010)
- The Intercepting Fist (2001)
- Bruce Lee: A Warrior's Journey (2000)
- Bruce Lee: The Path of the Dragon (1998)
- The Immortal Dragon (A&E) (1996)
- Curse of the Dragon (1993)
- Death by Misadventure (1993)
- Martial Arts Master (1993)
- The Unbeatable Bruce Lee
- The Man And The Legend (1973)

## Boeken
- De Zonen van Bruce Lee (2020) - geschreven door Alex Boogers
- Bruce Lee: Words of the Dragon : Interviews 1958-1973 (2017) – geschreven door John Little
- Wisdom for the Way (2009) – gedachten en citaten van Bruce Lee.
- Bruce Lee: Dynamic Becoming (2004) – een boek over Lees filosofie, geschreven door James Bishop.
- The Dragon and the Tiger: The Birth of Bruce Lee's Jeet Kune Do, the Oakland Years (2003) – door Sid Campbell
- Striking Thoughts: Bruce Lee's Wisdom for Daily Living (2002) – gedachten en citaten van Bruce Lee. Onder redactie van John Little.
- Bruce Lee (2001) – biografie door Simon B. Kenny.
- Bruce Lee: Artist of Life (1999) – geschreven door Bruce Lee en John Little. Verzameling van essays.
- Bruce Lee: Words From a Master (1999) – geschreven door Bruce Lee, onder redactie van John Little.
- Bruce Lee: Letters of the Dragon: An Anthology of Bruce Lee's Correspondence with Family, Friends, and Fans 1958-1973 (1998) – brievencorrespondentie van Bruce Lee. Onder redactie van John Little.
- Bruce Lee: The Art of Expressing the Human Body (1998) – geschreven door Bruce Lee, onder redactie van John Little.
- Bruce Lee: Jeet Kune Do: Bruce Lee's Commentaries on the Martial Way (1997) – geschreven door Bruce Lee, onder redactie van John Little.
- Bruce Lee: The Tao of Gung Fu: A Study in the Way of Chinese Martial Art (1997) – geschreven door Bruce Lee, onder redactie van John Little.
- Bruce Lee: Fighting Spirit (1994) – een biografie door Bruce Thomas
- Bruce Lee's Fighting Method (1977) – geschreven door Bruce Lee en Mitoshi Uyehara. Oorspronkelijk gepubliceerd als vier deelboeken. Vanaf 2008 ook beschikbaar als een boek met de vier delen gecombineerd.
- Bruce Lee Between Wing Chun and JKD (1976) – geschreven door Jesse Glover
- Bruce Lee: The Man Only I Knew (1975) – geschreven door zijn weduwe Linda Lee Cadwell. Dit boek was de basis voor zijn biografische film: Dragon: The Bruce Lee Story.
- The Tao of Jeet Kune Do (1975) – geschreven en geïllustreerd door Bruce Lee, Uitgeverij Elmar, Delft, ISBN 9789038920276.
- Chinese Gung Fu (1963) – geschreven door Bruce Lee.